# NGC 5370
NGC 5370 ist eine linsenförmige Galaxie vom Hubble-Typ SB0 im Sternbild Großer Bär am Nordsternhimmel. Sie ist schätzungsweise 143 Millionen Lichtjahre von der Milchstraße entfernt und hat einen Durchmesser von etwa 45.000 Lj.
Die Typ-Ia-Supernova SN 2010B wurde hier beobachtet.
Das Objekt wurde am 19. März 1790 von dem Astronomen William Herschel mithilfe seines 18,7-Zoll-Spiegelteleskops entdeckt und später von Johan Ludvig Emil Dreyer im New General Catalogue aufgenommen.

## Weblink
- SIMBAD Astronomical Database